# Eberfing
Eberfing là một đô thị ở huyện Weilheim-Schongau, bang Bayern, Đức.